# Gilbert De Groote
Gilbert De Groote (Wetteren, 27 september 1947) is een voormalig Belgisch voetballer die als verdediger speelde.

## Carrière
Gilbert De Groote sloot zich in 1959 aan bij de jeugd van La Gantoise (het huidige KAA Gent). In 1965 speelde hij voor het eerst voor de eerste ploeg. Hij zou uiteindelijk tot 1978 bij La Gantoise blijven als speler. Hij speelde er in totaal meer dan 300 wedstrijden.
Na zijn periode als speler bij KAA Gent speelde De Groote nog bij KVC Jong Lede en KMSK Deinze. In november 1988 werd hij trainer van KMSK Deinze.
Later werd hij scout bij KAA Gent